# Sint-Dionysiuskerk (Zarren)

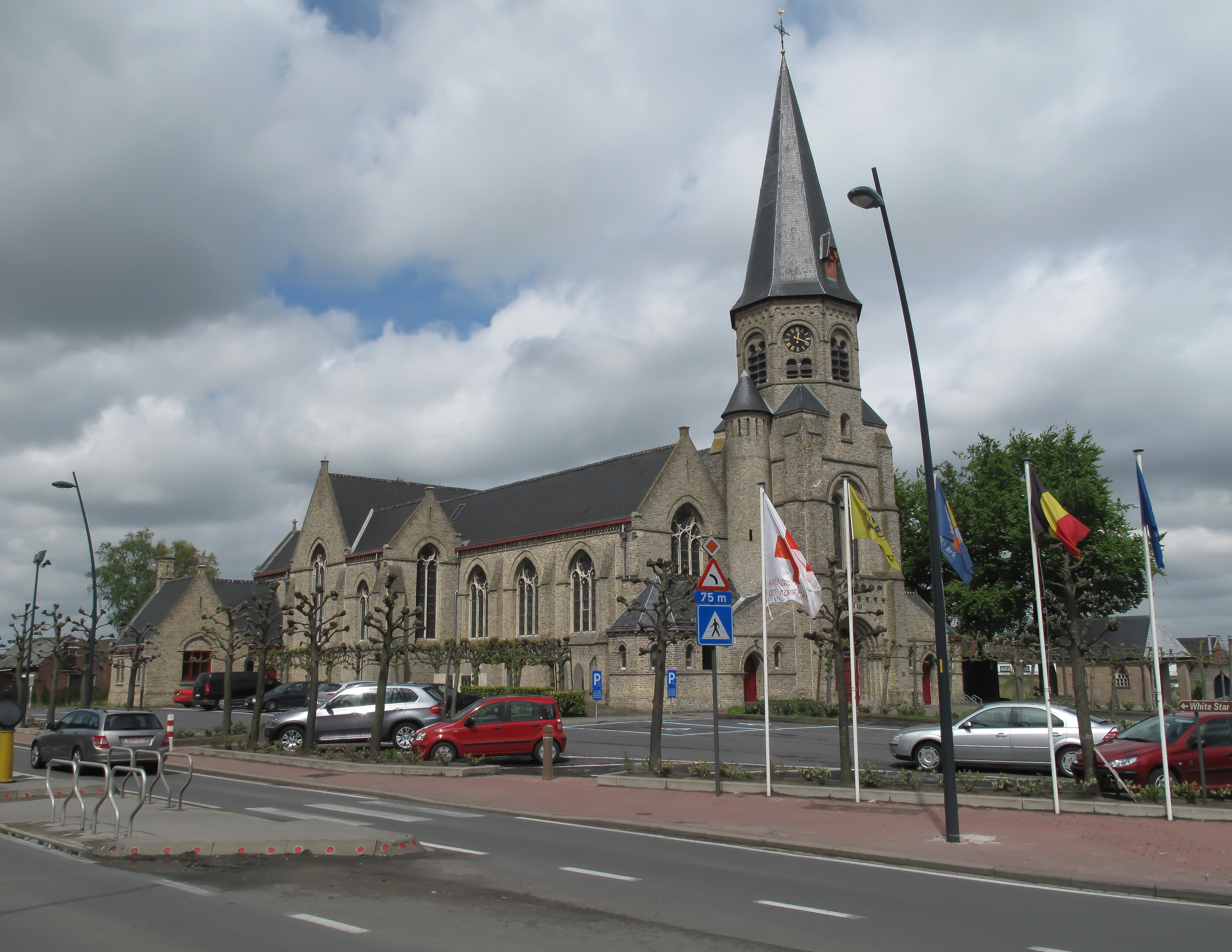
Sint-Dionysiuskerk

De Sint-Dionysiuskerk is de parochiekerk van de tot de West-Vlaamse gemeente Kortemark behorende plaats Zarren, gelegen aan de Esenstraat.

## Geschiedenis
Oorspronkelijk was hier een eigenkerk, die in 1112 werd overgedragen aan de Sint-Maartensabdij van Doornik. De kerk had omstreeks 1566 te lijden van de Beeldenstorm, om omstreeks 1580 opnieuw verwoest te worden door de Geuzen. In 1609 werd begonnen met het herstel van de kerk. Het is een driebeukige kruiskerk met koor en een romaanse vieringtoren. Midden 17e eeuw werd de kerk door Franse soldaten geplunderd. De kerk is, afgezien van de toren, in gotische stijl. Omstreeks 1852 werd de kerk, met uitzondering van de vieringtoren, afgebroken, en vervangen door een neogotische pseudobasiliek, ontworpen door Pierre Buyck. De romaanse toren fungeerde nu als oosttoren. Het was een toren met vierkante basis en achtkante klokkenverdieping.
Tijdens de Eerste Wereldoorlog raakte de kerk, vooral in 1917, zwaar beschadigd. Herbouw van de kerk vond plaats in 1922-1924, naar ontwerp van Jerome De Boutte. De romaanse toren werd nagebouwd in baksteen, enkele elementen van ijzerzandsteen werden hergebruikt. In plaats van de neogotische pseudobasiliek verscheen een neoromaanse hallenkerk.

## Gebouw
Het betreft een vijbeukige hallenkerk met voorgebouwde toren, alles uitgevoerd in gele baksteen. De toren heeft, als zijn voorganger, een achtkante klokkenverdieping. In de toren bevindt zich het portaal. De bouwstijl is neoromaans. Het hoofdaltaar is gewijd aan het Heilig Sacrament, het linker zijaltaar aan Onze-Lieve-Vrouw, het rechter aan Sint-Jozef. Het orgel is van 1989 en werd gebouwd door de firma Loncke. Het doopvont is van 1562 en is tevens grafmonument met als opschrift: Sepulture van Joos Baute ende Lijsebette sijn wijf a.s. 1562.